# Agência Executiva da Rede Transeuropeia de Transportes
A Agência Executiva da Rede Transeuropeia de Transportes (sigla: TEN-TEA) é um organismo da União Europeia que assegura a execução financeira e técnica e a gestão do programa da Rede Transeuropeia de Transportes (TEN-T).
Criada em 2006, a Agência foi instituída por um período que termina em 31 de Dezembro de 2015 e está encarregada da gestão de grandes projectos de infra-estruturas de transportes ao abrigo das perspectivas financeiras de 2000-2006 e 2007-2013. A Agência trabalha em estreita colaboração com a Direcção-Geral da Energia e dos Transportes (TREN) da Comissão Europeia. A DG TREN é responsável pela política geral bem como pela programação e avaliação do programa TEN-T.
A Agência, implantada em Bruxelas, na Bélgica, é constituída por uma equipa multinacional de especialistas na área das finanças, gestão de projectos, engenharia e direito.